# Breckinridge megye
Breckinridge megye az Amerikai Egyesült Államokban, azon belül Kentucky államban található. Megyeszékhelye és legnagyobb városa Hardinsburg. Lakosainak száma 20 432 fő (2020. április 1.). Breckinridge megye Meade, Hardin, Grayson, Ohio, Hancock és Perry megyékkel határos.

## Népesség
A megye népességének változása:
| Lakosok száma | 20 054 | 20 172 | 20 050 | 20 040 | 20 018 | 20 432 |
|               | 2010   | 2011   | 2012   | 2013   | 2015   | 2020   |